# Saint-Roch-de-l'Achigan
Saint-Roch-de-l'Achigan är en kommun och tätort (centre de population) i provinsen Québec i Kanada. Den ligger i regionen Lanaudière, i den sydöstra delen av landet, 170 km öster om huvudstaden Ottawa.